# 그레이 데이비스
조지프 그레이엄 "그레이" 데이비스(영어: Joseph Graham "Gray" Davis, Jr., 1942년 12월 26일 ~ )는 미국의 정치인이다.
뉴욕에서 태어났으며, 어릴 때 캘리포니아주로 이주하였다. 스탠퍼드 대학교에서 역사학을 전공으로 학부를 마치고 컬럼비아 로스쿨에서 법무박사(J.D.) 학위를 취득한 후 변호사 자격을 얻었다. 베트남 전쟁에 참전했고, 캘리포니아 주로 돌아와 민주당과 관계를 맺으며 주정부, 주의회에서 일했다. 주의회 의원, 주 감사관, 부지사를 거쳐 1998년 주지사 선거에 당선, 1999년부터 재직했고, 2002년 재선되었다. 그러나 주의 재정적자, 전력난, 불법체류자 문제 등에 대한 부적절한 대처로 인기가 떨어져 2003년 그에 대한 주민소환이 발의되었다. 2003년 10월 7일, 그에 대한 소환투표와 주지사 선거가 함께 치러져, 투표 결과 주민 소환이 확정되어 그는 주지사직을 상실하였고, 동시에 후임 주지사로 영화배우 출신인 공화당 소속의 아널드 슈워제네거가 선출되었다. 그 후 데이비스는 캘리포니아 대학교 로스앤젤레스 공공정책 대학원 강사, 로펌 로엡 & 로엡(Loeb & Loeb) 소속 변호사, 그리고 애니메이션 회사 DIC 엔터테인먼트 이사회 멤버로 활동했다.

## 역대 선거 결과
| 선거명      | 직책명                           | 대수 | 정당   | 득표율 | 득표수      | 결과 | 당락                     |
| ----------- | -------------------------------- | ---- | ------ | ------ | ----------- | ---- | ------------------------ |
| 1982년 선거 | 하원의원 (캘리포니아 제43선거구) | 75대 | 민주당 | 63.43% | 77,081표    | 1위  | 캘리포니아 하원의원 당선 |
| 1984년 선거 | 하원의원 (캘리포니아 제43선거구) | 76대 | 민주당 | 63.78% | 87,965표    | 1위  | 캘리포니아 하원의원 당선 |
| 1986년 선거 | 하원의원 (캘리포니아 제43선거구) | 77대 | 민주당 | 63.78% | 87,965표    | 1위  | 캘리포니아 하원의원 당선 |
| 1986년 선거 | 캘리포니아 감사관                | 28대 | 민주당 | 51.48% | 3,673,432표 | 1위  | 캘리포니아주 감사관 당선 |
| 1990년 선거 | 캘리포니아 감사관                | 28대 | 민주당 | 56.12% | 4,153,534표 | 1위  | 캘리포니아주 감사관 당선 |
| 1994년 선거 | 캘리포니아 부지사                | 44대 | 민주당 | 52.42% | 4,441,429표 | 1위  | 캘리포니아 부지사 당선   |
| 1998년 선거 | 캘리포니아 주지사                | 37대 | 민주당 | 57.97% | 4,860,702표 | 1위  | 캘리포니아 주지사 당선   |
| 2002년 선거 | 캘리포니아 주지사                | 37대 | 민주당 | 47.26% | 3,533,490표 | 1위  | 캘리포니아 주지사 당선   |